# Ena Shibahara
Ena Shibahara (柴原瑛菜?, Shibahara Ena; Mountain View, 12 febbraio 1998) è una tennista statunitense naturalizzata giapponese.
Attiva principalmente in doppio, in questa specialità ha vinto il torneo di doppio misto al Roland Garros 2022 con Wesley Koolhof e disputato la finale del torneo di doppio femminile all'Australian Open 2023 insieme a Shūko Aoyama. Vanta come best ranking di doppio la posizione numero 4 nel 2022, mentre in singolare è stata numero 132 del ranking nel 2024.

## Carriera
Nippoamericana originaria della California, nel giugno 2019 ha cambiato nazionalità, decidendo quindi di rappresentare il Giappone.

### 2015-2018: i primi titoli ITF
Nel 2015, Shibahara raggiunge la sua prima finale ITF in doppio con Saigo a Makinohara: le due cedono a Hisami/Takahata. Nel 2016, fa il suo esordio slam agli US Open grazie a una wild-card: assieme a Jada Hart, esce all'esordio contro Mirza/Strycová.
Nel 2018 riesce a vincere ben 5 titoli ITF, i più importanti colti a Lexington e Stockton. Nel ranking, chiude la stagione al n°300 del mondo, sfiorando però la top-200 col suo best-ranking (n°205).

### 2019: primi titoli WTA e top-40
A inizio anno, Shibahara vince il suo primo titolo nel circuito WTA, nel WTA 125 di Newport Beach assieme a Hayley Carter, battendo in finale Townsend/Wickmayer. Vince poi il suo sesto titolo ITF a Rancho Santa Fe ancora con Carter. Successivamente, sulla terra di Bogotà raggiunge la sua seconda finale WTA, la prima in un International: assieme a Carter, cede a Sharma/Hives in due set. Con Kuwata, vince il settimo titolo ITF della carriera a Kurume. Nell'international di Losanna, raggiunge la semifinale con Kalašnikova mentre in quello di Jurmala raggiunge i quarti sempre con la georgiana.
A San José, comincia a fare coppia con la connazionale Shūko Aoyama: nel primo torneo giocato assieme, raggiungono la finale (la prima Premier per Shibahara). Nella circostanza, le due vengono sconfitte da Melichar/Peschke per 4-6 4-6. A fine anno, colgono la semifinale nel Mandatory di Pechino e poi vincono il primo titolo assieme a Tianjin, battendo in finale Katō/Hibino. Successivamente, vincono il secondo titolo in coppia nel Premier di Mosca, superando Flipkens/Mattek-Sands nell'ultimo atto. Assieme a Sharon Fichman, Shibahara arriva in finale nel WTA 125 di Houston, dove cede a Perez/Stefani.
Grazie all'ottima stagione, chiude l'anno al n°31 del mondo, suo best-ranking.

### 2020: 4º titolo WTA
Aoyama/Shibahara raggiungono il terzo turno all'Australian Open e poi riescono a trovare il terzo titolo assieme a San Pietroburgo, battendo in finale Christian/Guarachi per [10-3] al super-tiebreak. Dopo la pausa tra marzo e agosto dovuta alla pandemia di COVID-19, le giapponesi escono al secondo turno sia a Cincinnati che allo US Open; nella straordinaria stagione su terra in autunno, ottengono due semifinali a Roma e Strasburgo mentre al Roland Garros le nipponiche raggiungono il loro primo quarto di finale slam assieme; nella circostanza, cedono il passo a Guarachi/Krawczyk. 
Chiude l'anno al n°23 del mondo.

### 2021: trionfo a Miami e altri 4 titoli WTA, semifinale a Wimbledon e alle Finals e top-5
Aoyama/Shibahara iniziano l'anno ad Abu Dhabi, dove raggiungono la finale, la sesta assieme: nell'ultimo atto, le giapponesi sconfiggono Carter/Stefani (7-6(5) 6-4) , vincendo il quarto titolo di coppia, il 5° per Ena. La settimana successiva, le nipponiche vincono un altro titolo allo Yarra Valley Classic, battendo in finale Kalinskaja/Kužmova (6-3 6-4). Si presentano all'Australian Open da imbattute: al primo turno, eliminano Muhammad/Pegula per 4-6 7-5 6-3; al secondo turno, si impongono ancora in rimonta su Cabrera/Inglis per 5-7 7-6(5) 6-0. Al terzo turno, battono Carter/Stefani per la seconda volta in stagione (6-2 6-4), accedendo ai quarti di finale slam per la seconda volta consecutiva dopo il Roland Garros 2020; nella circostanza, le giapponesi interrompono la loro striscia di match vinti consecutivamente del 2021 a 12 perdendo da Mertens/Sabalenka per 2-6 0-6. Dopo tre uscite premature tra Adelaide, Doha e Dubai, prendono parte al torneo di Miami: dopo un successo in rimonta su Klepač/Zidanšek, approfittano del walkover di Stojanovič/Jurak, approdando ai quarti, dove eliminano agevolmente Garcia/Podoroska (6-3 6-2); in semifinale, prevalgono su Mattek-Sands/Świątek per [10-2] al super-tiebreak, qualificandosi per la loro terza finale annuale; superando Carter/Stefani per 6-2 7-5, le giapponesi vincono il loro terzo titolo nel 2021, il primo di categoria '1000' (ex-Premier Mandatory). Grazie a questo successo, Shibahara sale al 13º posto della graduatoria mondiale. Sulla terra, ottengono come miglior risultato la semifinale di Roma mentre al Roand Garros vengono eliminate al secondo turno. Sull'erba, dopo il primo turno di Berlino, le giapponesi trionfano a Eastbourne, conquistando il loro quarto titolo stagionale senza cedere un singolo set nel torneo. La settimana successiva, prendono parte al loro primo Wimbledon assieme: le asiatiche raggiungono agevolmente gli ottavi battendo Garcia/Dabrowski (6-4 6-2) e Martincová/Vondroušová (6-1 6-2). Riescono poi a sconfiggere Siegemund/Zvönareva per 6-2 7-5, cogliendo il terzo quarto slam negli ultimi 4 giocati; tra le ultime otto coppie, le giapponesi si impongono su Hradecká/Bouzková per 7-6(3) 7-5, consentendo a Shibahara di centrare la sua prima semifinale major. Nella circostanza, Aoyama/Shibahara vengono superate da Hsieh/Mertens con lo score di 4-6 6-1 3-6. Grazie allo straordinario risultato, Ena sale al n°10 del mondo, entrando in top-ten per la prima volta in carriera.
Partecipa poi alle Olimpiadi di Tokyo, gareggiando sia in doppio con Aoyama che nel doppio misto con Ben McLachlan. Nell'evento di doppio, le nipponiche cedono al futuro argento Bencic/Golubic (4-6 7-6(5) [5-10]); nel misto, si arrende ai quarti contro Pavljučenkova/Rublëv.
Nello swing sul cemento americano, Aoyama/Shibahara ottengono come miglior risultato il titolo di Cleveland (in finale su Mirza/McHale) e poi la semifinale ad Indian Wells, dove le giapponesi perdono da Hsieh/Mertens.
Grazie all'ottima stagione, le asiatiche si qualificano alle WTA Finals di Guadalajara come seconde nella race. Inserite nel gruppo Tenochtitlán, si qualificano alla semifinale grazie ai primi due successi su Klepač/Jurak (6-0 6-4) e su Melichar/Schuurs (6-4 7–6(5)); nonostante la sconfitta contro Stosur/Zhang nell'ultimo match del girone, Aoyama/Shibahara chiudono al primo posto nel gruppo. In semifinale, affrontano Hsieh/Mertens per la terza volta in stagione: come successo nei due precedenti giocati nel 2021, anche questa volta le nipponiche non riscono a vincere, arrendendosi con un doppio 2-6.
Ena, grazie alla positiva stagione, chiude l'anno al n°5 del mondo, suo best-ranking.

### 2022:best-rankinge uscita dalla top-20
Dopo una semifinale a Sydney, la coppia Shibahara/Aoyama prende parte all'Australian Open: le due riescono a fare meglio dei quarti del 2021, spingendosi fino alla seconda semifinale slam della carriera; nella circostanza, cedono alle sorprese del torneo Danilina/Haddad Maia per 6-4 al terzo set. A seguito di due quarti a Doha e Abu Dhabi con la cinese Zhang, gioca a Indian Wells assieme all'americana Muhammad: la coppia giunge fino alla finale, la seconda di livello '1000' per Ena; nel match valevole per il titolo, Shibahara/Muhammad vengono sconfitte dalle cinesi Xu/Yang per 5-7 6(4)-7. Grazie al risultato, la giapponese sale fino al n°4 del mondo, ritoccando il suo best-ranking.
Shibahara continua la sua partnership con Muhammad fino ad agosto, ma le due non riescono più a cogliere alcuna finale, arrivando al massimo agli ottavi al Roland Garros e a Wimbledon e nei quarti in quel di Berlino e Nottingham. Dopo una semifinale a Granby con Saville, Shibahara gioca lo US Open nuovamente con Muhammad, ma le due non vanno oltre gli ottavi.
Non avendo conquistato alcun titolo nel corso della stagione, Ena termina l'anno fuori dalla top-20, in 22ª posizione.

### 2023: prima finale slam e 2º titolo '1000'
Nel 2023, Shibahara torna a giocare assieme ad Aoyama i tornei più importanti della stagione: all'Australian Open, dopo aver perso un set contro Linette/Wang, le due riescono a fare percorso netto sino alla finale, sconfiggendo in due set tutte le avversarie affrontate, tra cui anche le n°2 del seeding Pegula/Gauff. Nella loro prima finale a livello major, si arrendono alle n°1 del mondo Krejčíková/Siniaková per 4-6 3-6.
Successivamente, le nipponiche raggiungono la semifinale a Indian Wells, dove cedono nuovamente a Krejčíková/Siniaková. Sulla terra, gioca a Charleston con Giuliana Olmos: le due arrivano sino alla semifinale, dove perdono da Collins/Krawczyk per 14-12 al super-tiebreak. Torna poi a disputare il resto dei tornei sul rosso con Aoyama, non cogliendo però risultati di rilievo. Su erba, Ena e Shūko tornano al successo in un torneo WTA in quel di 'S-Hertogenbosch, battendo in finale Hrunčáková/Mihalíková con un periodico 6-3; per le giapponesi è il primo titolo in quasi due anni. A Wimbledon, deludono le aspettative, uscendo subito per mano di Šymanovič/Kalašnikova.
Sul cemento americano, Shibahara/Aoyama riescono a vincere il loro secondo titolo '1000' a Montréal, superando Schuurs/Krawczyk nell'ultimo atto per 6-4 4-6 [13-11]. Dopo alcune uscite premature, a Zhengzhou le giapponesi riescono a raggiungere la quarta finale annuale, dove vengono sconfitte dalle fresche campionesse dello US Open Dabrowski/Routliffe.
Grazie alla buona stagione, Ena e Shūko si qualificano alle WTA Finals, dove vengono eliminate nella fase a gironi.

## Statistiche WTA

### Doppio

#### Vittorie (11)
| Legenda               | Legenda      |
| --------------------- | ------------ |
| Grande Slam (0)       |              |
| Ori Olimpici (0)      |              |
| WTA Finals (0)        |              |
| WTA Elite Trophy (0)  |              |
| Dal 2009 al 2020      | Dal 2021     |
| Premier Mandatory (0) | WTA 1000 (2) |
| Premier 5 (0)         | WTA 1000 (2) |
| Premier (2)           | WTA 500 (3)  |
| International (1)     | WTA 250 (3)  |

| N.  | Data             | Torneo                                        | Superficie  | Compagna        | Avversarie in finale                   | Punteggio         |
| 1.  | 13 ottobre 2019  | Tianjin Open, Tientsin                        | Cemento     | Shūko Aoyama    | Nao Hibino Miyu Katō                   | 6-3, 7-5          |
| 2.  | 20 ottobre 2019  | Kremlin Cup, Mosca                            | Cemento (i) | Shūko Aoyama    | Kirsten Flipkens Bethanie Mattek-Sands | 6-2, 6-1          |
| 3.  | 16 febbraio 2020 | St. Petersburg Ladies Trophy, San Pietroburgo | Cemento (i) | Shūko Aoyama    | Kaitlyn Christian Alexa Guarachi       | 4-6, 6-0, [10-3]  |
| 4.  | 13 gennaio 2021  | Abu Dhabi Open, Abu Dhabi                     | Cemento     | Shūko Aoyama    | Hayley Carter Luisa Stefani            | 7-6(5), 6-4       |
| 5.  | 6 febbraio 2021  | Yarra Valley Classic, Melbourne               | Cemento     | Shūko Aoyama    | Anna Kalinskaja Viktória Kužmová       | 6-3, 6-4          |
| 6.  | 4 aprile 2021    | Miami Open, Miami                             | Cemento     | Shūko Aoyama    | Hayley Carter Luisa Stefani            | 6-2, 7-5          |
| 7.  | 26 giugno 2021   | Eastbourne International, Eastbourne          | Erba        | Shūko Aoyama    | Nicole Melichar Demi Schuurs           | 6-1, 6-4          |
| 8.  | 28 agosto 2021   | Tennis in the Land, Cleveland                 | Cemento     | Shūko Aoyama    | Christina McHale Sania Mirza           | 7-5, 6-3          |
| 9.  | 17 giugno 2023   | Rosmalen Open, 's-Hertogenbosch               | Erba        | Shūko Aoyama    | Viktória Hrunčáková Tereza Mihalíková  | 6-3, 6-3          |
| 10. | 13 agosto 2023   | Canadian Open, Montréal                       | Cemento     | Shūko Aoyama    | Desirae Krawczyk Demi Schuurs          | 6-4, 4-6, [13-11] |
| 11. | 20 ottobre 2024  | Japan Women's Open, Osaka                     | Cemento     | Laura Siegemund | Cristina Bucșa Monica Niculescu        | 3-6, 6-2, [10-2]  |

#### Sconfitte (8)
| Legenda               | Legenda      |
| --------------------- | ------------ |
| Grande Slam (1)       |              |
| Argenti Olimpici (0)  |              |
| WTA Finals (0)        |              |
| WTA Elite Trophy (0)  |              |
| Dal 2009 al 2020      | Dal 2021     |
| Premier Mandatory (0) | WTA 1000 (1) |
| Premier 5 (0)         | WTA 1000 (1) |
| Premier (1)           | WTA 500 (3)  |
| International (1)     | WTA 250 (1)  |

| N. | Data            | Torneo                           | Superficie  | Compagna        | Avversarie in finale                  | Punteggio         |
| 1. | 13 aprile 2019  | Copa Colsanitas, Bogotà          | Terra rossa | Hayley Carter   | Zoe Hives Astra Sharma                | 1-6, 2-6          |
| 2. | 4 agosto 2019   | Silicon Valley Classic, San Jose | Cemento     | Shūko Aoyama    | Nicole Melichar Květa Peschke         | 4-6, 4-6          |
| 3. | 19 marzo 2022   | Indian Wells Open, Indian Wells  | Cemento     | Asia Muhammad   | Xu Yifan Yang Zhaoxuan                | 5-7, 6(4)–7       |
| 4. | 29 gennaio 2023 | Australian Open, Melbourne       | Cemento     | Shūko Aoyama    | Barbora Krejčíková Kateřina Siniaková | 4-6, 3-6          |
| 5. | 9 aprile 2023   | Charleston Open, Charleston      | Terra verde | Giuliana Olmos  | Danielle Collins Desirae Krawczyk     | 6-0, 4-6, [12-14] |
| 6. | 15 ottobre 2023 | Zhengzhou Open, Zhengzhou        | Cemento     | Shūko Aoyama    | Gabriela Dabrowski Erin Routliffe     | 2-6, 4-6          |
| 7. | 27 ottobre 2024 | Pan Pacific Open, Tokyo          | Cemento     | Laura Siegemund | Shūko Aoyama Eri Hozumi               | 4-6, 6(3)-7       |
| 8. | 22 giugno 2025  | Nottingham Open, Nottingham      | Erba        | Anna Danilina   | Beatriz Haddad Maia Laura Siegemund   | 3-6, 2-6          |

### Doppio misto

#### Vittorie (1)
| Tornei del Grande Slam  |
| ----------------------- |
| Australian Open (0)     |
| Open di Francia (1)     |
| Torneo di Wimbledon (0) |
| US Open (0)             |
| Ori Olimpici (0)        |

| N. | Data          | Torneo                  | Superficie  | Compagno       | Avversari in finale          | Punteggio   |
| 1. | 2 giugno 2022 | Open di Francia, Parigi | Terra rossa | Wesley Koolhof | Ulrikke Eikeri Joran Vliegen | 7-6(5), 6-2 |

## Circuito WTA 125

### Doppio

#### Vittorie (1)
| N. | Data            | Torneo                                  | Superficie | Compagna      | Avversarie in finale             | Punteggio   |
| 1. | 26 gennaio 2019 | Newport Beach Challenger, Newport Beach | Cemento    | Hayley Carter | Taylor Townsend Yanina Wickmayer | 6-3, 7-6(1) |

#### Sconfitte (2)
| N. | Data             | Torneo                                | Superficie | Compagna       | Avversarie in finale         | Punteggio        |
| 1. | 16 novembre 2019 | Houston Challenger, Houston           | Cemento    | Sharon Fichman | Ellen Perez Luisa Stefani    | 6-1, 4-6, [5-10] |
| 2. | 30 marzo 2025    | Puerto Vallarta Open, Puerto Vallarta | Cemento    | Maya Joint     | Hanna Chang Christina McHale | 6-2, 2-6, [7-10] |

## Statistiche ITF

### Singolare

#### Vittorie (1)
| Torneo $100.000 (0) |
| Torneo $80.000 (0)  |
| Torneo $75.000 (0)  |
| Torneo $60.000 (0)  |
| Torneo $50.000 (0)  |
| Torneo $40.000 (0)  |
| Torneo $25.000 (1)  |
| Torneo $15.000 (0)  |

| N. | Data         | Torneo                                | Superficie | Avversaria in finale | Punteggio     |
| 1. | 3 marzo 2024 | Women Giammalva Elite Academy, Spring | Cemento    | Iva Jovic            | 6-2, 4-6, 6-3 |

#### Sconfitte (4)
| Torneo $100.000 (2) |
| Torneo $80.000 (0)  |
| Torneo $75.000 (0)  |
| Torneo $60.000 (2)  |
| Torneo $50.000 (0)  |
| Torneo $40.000 (0)  |
| Torneo $25.000 (0)  |
| Torneo $15.000 (0)  |

| N. | Data           | Torneo                                | Superficie  | Avversaria in finale | Punteggio        |
| 1. | 28 aprile 2024 | Ando Securities Open, Tokyo           | Cemento     | Maddison Inglis      | 4-6, 6-3, 2-6    |
| 2. | 6 ottobre 2024 | Rancho Santa Fe Open, Rancho Santa Fe | Cemento     | Iva Jovic            | 3-6, 3-6         |
| 3. | 27 aprile 2025 | Ando Securities Open, Tokyo           | Cemento     | Wakana Sonobe        | 4-6, 7-6(1), 3-6 |
| 4. | 11 maggio 2025 | Advantage Cars Praga Open, Praga      | Terra rossa | Francesca Jones      | 3-6, 4-6         |

### Doppio

#### Vittorie (8)
| Torneo $100.000 (1) |
| Torneo $80.000 (0)  |
| Torneo $75.000 (0)  |
| Torneo $60.000 (3)  |
| Torneo $50.000 (0)  |
| Torneo $40.000 (0)  |
| Torneo $25.000 (4)  |
| Torneo $15.000 (0)  |

| N. | Data             | Torneo                                                     | Superficie  | Compagna      | Avversarie in finale                     | Punteggio           |
| 1. | 23 giugno 2018   | Southern Lifestyle Development Tennis Classic, Baton Rouge | Cemento     | Hayley Carter | Astra Sharma Gabriela Talaba             | 6–3, 6–4            |
| 2. | 4 agosto 2018    | Lexington Challenger, Lexington                            | Cemento     | Hayley Carter | Sanaz Marand Victoria Rodríguez          | 6–3, 6–1            |
| 3. | 7 ottobre 2018   | Stockton Challenger, Stockton                              | Cemento     | Hayley Carter | Quinn Gleason Luisa Stefani              | 7–5, 5–7, [10–7]    |
| 4. | 9 novembre 2018  | Harold A. Miller Women's Tennis Tournament, Lawrence       | Cemento (i) | Vladica Babić | Anna Danilina Ksenija Laskutova          | 6–4, 6–2            |
| 5. | 17 novembre 2018 | Sooner Open, Norman                                        | Cemento     | Vladica Babić | María José Portillo Ramírez Sofia Sewing | 6–2, 6–3            |
| 6. | 24 febbraio 2019 | Del Mar Financial Partners Inc. Open, Rancho Santa Fe      | Cemento     | Hayley Carter | Francesca Di Lorenzo Caty McNally        | 7-5, 6-2            |
| 7. | 19 maggio 2019   | Kurume Best Amenity International Women's Tennis, Kurume   | Sintetico   | Hiroko Kuwata | Erina Hayashi Moyuka Uchijima            | 0–6, 6–4, [10–7]    |
| 8. | 27 aprile 2025   | Ando Securities Open, Tokyo                                | Cemento     | Guo Hanyu     | Mananchaya Sawangkaew Lanlana Tararudee  | 5-7, 7-6(1), [10-5] |

#### Sconfitte (2)
| Torneo $100.000 (0) |
| Torneo $80.000 (0)  |
| Torneo $75.000 (0)  |
| Torneo $60.000 (1)  |
| Torneo $50.000 (0)  |
| Torneo $40.000 (0)  |
| Torneo $25.000 (1)  |
| Torneo $15.000 (0)  |

| N. | Data            | Torneo                                   | Superficie | Compagna        | Avversarie in finale         | Punteggio        |
| 1. | 17 ottobre 2015 | Gosen Cup, Makinohara                    | Erba       | Yukina Saigo    | Kanae Hisami Kotomi Takahata | 4–6, 1–6         |
| 2. | 5 febbraio 2023 | Caterpillar Burnie International, Burnie | Cemento    | Arina Rodionova | Mai Hontama Eri Hozumi       | 6-4, 3-6, [6-10] |

## Grand Slam Junior

### Doppio

#### Vittorie (1)
| Tornei del Grande Slam  |
| ----------------------- |
| Australian Open (0)     |
| Open di Francia (0)     |
| Torneo di Wimbledon (0) |
| US Open (1)             |

| N. | Data              | Torneo            | Superficie | Compagna       | Avversarie in finale        | Punteggio         |
| 1. | 10 settembre 2016 | US Open, New York | Cemento    | Jada Myii Hart | Kayla Day Caroline Dolehide | 4-6, 6-2, [13-11] |